# Andrew Eldritch
Andrew Eldritch, właśc. Andrew William Harvey Taylor (ur. 15 maja 1959 w Ely) – angielski muzyk, wokalista, instrumentalista, kompozytor, autor tekstów i producent muzyczny. Lider i frontman grupy rockowej The Sisters of Mercy, z którą jako jedyny nagrał wszystkie płyty. Początkowo był perkusistą, od 1981 programuje utwory na automat perkusyjny (znany jako „Doktor Avalanche”). Gra na gitarach i instrumentach klawiszowych w swoich studyjnych nagraniach, na żywo występuje jako wokalista. 

## Życiorys

### Edukacja
Studiował literaturę francuską i niemiecką na uniwersytecie w Oxfordzie, po czym przeniósł się do Leeds około 1978, aby uczyć się chińskiego mandaryńskiego na uniwersytecie w Leeds, jednakże studiów nie ukończył. Mówi biegle po francusku i niemiecku, prócz tego zna holenderski, włoski, rosyjski, serbsko-chorwacki i łacinę na poziomie podstawowym.

### Kariera muzyczna

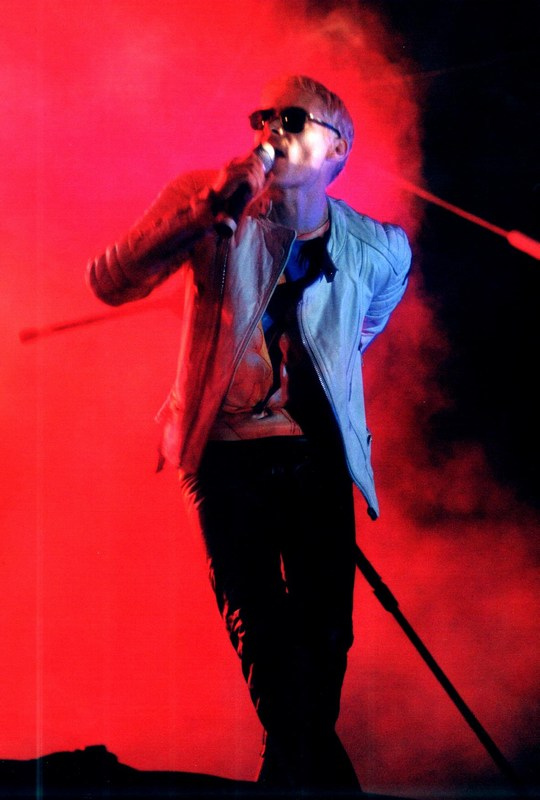
Andrew Eldritch na koncercie (2000)

W okresie nauki był niezależnym perkusistą lokalnej sceny punkowej w Leeds. W 1980 z Garym Marx utworzył zespół The Sisters of Mercy, z którym stale koncertuje. 
W 1995 był redaktorem niemieckiego wydania magazynu Rolling Stone, gdzie m.in. przeprowadzał wywiady z Leonardem Cohenem i Davidem Bowiem oraz wniósł artykuły na temat komputerów do niemieckich czasopism.
Zapobiegając pojawieniu się zobowiązań umownych pod własnym nazwiskiem, w latach 90. wyprodukował kilka albumów techno pod różnymi pseudonimami, czemu nie zaprzeczył, gdy zapytano go o to w wywiadzie dla Alexy Williamson w maju 1997. Dwa projekty muzyczne, które Eldritch utworzył ze swoją wytwórnią Merciful Release, zostały później potwierdzone jako Paris Riots (współpraca z Jamesem Rayem) i Leeds Underground. Oba projekty zostały porzucone przed opublikowaniem jakichkolwiek utworów.
W 1997 Eldritch utworzył projekt o nazwie SSV-NSMABAAOTWMODAACOTIATW, co w języku polskim stanowiło rozwinięcie wyrażenia „Pieprzyć wartość dla akcjonariuszy – nie tyle zespół, co kolejna okazja do marnowania pieniędzy na narkotyki i amunicję, dzięki idiotom z Time Warner” (w skrócie: SSV), z którym wydał album pt. Go Figure.

## Charakterystyka muzyczna
Uważany za jednego z prekursorów rocka gotyckiego. Znany ze swojego głębokiego i melancholijnego śpiewu (bas-baryton) oraz poetyckich, często politycznie naładowanych tekstów. W 1987 podczas jednego z wywiadów został nazwany „ojcem chrzestnym” tego gatunku muzycznego oraz osobę, która zdefiniowała wspomniany gatunek. Od początku lat 90. XX w. Eldritch publicznie odrzucał skojarzenia z subkulturą gotycką.

## Dyskografia

### The Sisters of Mercy
- First And Last And Always (1985)
- Floodland (1987)
- Vision Thing (1990)
- Some Girls Wander By Mistake (1992)
- A Slight Case of Overbombing (1993)
- BBC Sessions 1982-1984 (2021)[8]

### The Sisterhood
- Gift (1986)

### SSV
- Go Figure (1997)[5]

### Gościnnie
- Gary Moore – After the War (1989)[9] – wokal wspierający w utworach „After the War”, „Speak for Yourself" and „Blood of Emeralds”
- Kastrierte Philosophen – Toilet Queen (1989)[10] – remix utworu „Toilet Queen”
- Die Krupps – III - Odyssey of the Mind (1995) – remix utworu „Odyssey of the Mind”
- Die Krupps – Fatherland (1995)[11] – remix utworu „Fatherland” (oraz Rodney Orpheus)
- Sarah Brightman – Fly (1995)[12] – wokal wspierający w utworze „A Question of Honour”, niemiecki przerywnik w utworze „How Can Heaven Love Me”